# Cognettiella legeri
Cognettiella legeri is een soort in de taxonomische indeling van de Myzozoa, een stam van microscopische parasitaire dieren. Het organisme komt uit het geslacht Cognettiella en behoort tot de familie Metameridae. Cognettiella legeri werd in 1983 ontdekt door Pižl, Chalupský & Levine.